# Castell de Sentmenat
El Castell de Sentmenat és una construcció del municipi homònim (Vallès Occidental) declarada bé cultural d'interès nacional.

## Història
La primera menció documental es del 1065. El 1083, Guillem i Albert Ramon de Montcada deixaren diners a la comtessa Mafalda, vídua de Ramon Berenguer II, a canvi dels drets i rendes del terme del castell de Sentmenat. El 1101, hi senyorejava el senescal Guillem Ramon II de Montcada, llinatge que el posseí fins a mitjans del segle xii, quan la castlania era en mans del llinatge dels Sentmenat, feudataris dels Montcada. El 1173, Pere de Sentmenat la llegà al seu fill Pere, que al seu torn la llegaria al seu fill homònim, que l'any 1243 ja en posseïa la plena potestat.
El 1237, Garsenda, vídua de Guillem de Montcada, permutà amb el comanador de l'orde Hospitaler de Barcelona, uns masos a canvi dels drets que aquest posseïa sobre el castell. El 1301, la fortalesa passà a mans de Bearnèsia, casada amb Bernat de Centelles, i aviat començaren els conflictes amb els Sentmenat, fins que el 1316, Jaume II eximí el castlà de Sentmenat de prestar homenatge als senyors de Centelles, però les desavinences continuaren. El 1328 es va fer un concòrdia entre Francesc de Sentmenat i Eimeric de Centelles, i les disputes acabarien el 1380, quan Pere de Sentmenat passà a tenir la senyoria del castell i del seu terme, després d'adquirir-lo a Eimeric II, senyor de Centelles, per 9.000 lliures.
Al segle xv, els Sentmenat esdevingueren senyors i barons del lloc, posseïdors del títol de «mer i mixt imperi», és a dir, que tenien la jurisdicció civil i criminal a tot el seu terme. El 1691, Carles II concedí a Joan de Sentmenat i de Toralla el títol de marquès de Sentmenat. Als segles xvii-xviii, el castell va ser utilitzat com a masia, perdent tota referència defensiva.

## Descripció
Edificat en un llom planer de la carena, a 1.300 m al nord-oest de l'església de Sant Menna, és un gran edifici gòtic reconstruït sobre bases més antigues. S'hi arriba a través d'un pont de pedra que sobresurt del castell i que sembla substituir l'antic pont llevadís. Es manifesta la grandiositat de la seva fortalesa amb murs de 3 m de gruix. El castell és format per dos cossos rectangulars, disposats ortogonalment, amb els extrems units per un altre cos, la planta del qual descriu un arc d'un quart de cercle, més o menys regular. Aquests tres cossos envolten un pati en forma de trapezi. La façana principal, orientada a ponent  formada per carreus desiguals units al morter, queda dalt del marge de la riera de Sentmenat, mentre que la part posterior presenta una forma de semicercle i dona a la plana.
A la façana principal es pot veure també la porta primitiva, amb arc de mig punt i a continuació, una altra porta més centrada en la façana i de gran adovellat on es pot veure, inscrit a manera de clau i marcant l'eix de simetria de l'arc, l'escut del marquesat de Sentmenat. A l'interior de les cambres es conserven els sostres de bigues.
Vers el 1500, es va adossar en aquesta construcció una nau que es va dedicar a l'entrada de carruatges que aboca en un gran pati central, malgrat que de poca fondària, és molt allargat en la seva dimensió transversal, traçant una estructura rectangular. En aquest pati, es pot veure també una escala descoberta de dos trams i galeria volada sobre mènsules.
La planta baixa conserva els arcs de mig punt de carreus sobre els que carrega la volta de mig canó tot el llarg del mur exterior i que torç el seu eix seguint la irregularitat del mur, formant així aquesta façana corbada. Algun tram d'aquesta volta, mostra vestigis de la cintra d'encanyissat amb la qual va ser construïda, procediment molt antic en el nostre país. Aquestes reformes van ser realitzades als voltants del segle xvi, però tot i el pas del temps, la seva fisonomia no ha canviat gaire. Les torres no són sobresortides, malgrat se'ls hi hagués atribuït la mateixa funció defensiva.